# Гизела Агнес фон Анхалт-Кьотен
Гизела Агнес фон Анхалт-Кьотен (на немски: Gisela Agnes von Anhalt-Köthen; * 24 септември 1722 в Кьотен; † 20 април 1751 в Десау) от фамилията Аскани е принцеса от Анхалт-Кьотен и чрез женитба княгиня на Анхалт-Десау.
Tя е дъщеря, единственото останало живо дете, на княз Леополд фон Анхалт-Кьотен (1694 – 1728) и първата му съпруга принцеса Фридерика Хенриета фон Анхалт-Бернбург (1702 – 1723), дъщеря на княз Карл Фридрих фон Анхалт-Бернбург.

## Фамилия
Гизела Агнес се омъжва на 25 май 1737 г. в Бернбург за нейния братовчед княз Леополд II Максимилиан от Анхалт-Десау (1700 – 1751), вторият син на княз Леополд I фон Анхалт-Десау (1676 – 1747). Бракът е щастлив.  Те имат децата:
- Леополд III Фридрих Франц (1740 – 1817), от 1758 управляващ княз и от 1807 г. херцог на Анхалт-Десау, женен на 25 май 1767 г. за маркграфиня Луиза фон Бранденбург-Швет (1750 – 1811)
- Луиза Агнес Маргарета (1742 – 1743)
- Хенриета Катарина Агнес (1744 – 1799), омъжена на 26 октомври 1779 г. в Бозфелд за фрайхер Йост фон Лоен (1737 – 1803)
- Мария Леополдина (1746 – 1769), омъжена на 4 август 1765 г. в Десау за княз Симон Август фон Липе-Детмолд (1727 – 1782)
- Йохан Георг (1748 – 1811), пруски генерал
- Казимира (1749 – 1778), омъжена на 9 ноември 1769 г. в Десау за княз Симон Август фон Липе-Детмолд (1727 – 1782)
- Албрехт Фридрих (1750 – 1811), женен на 25 октомври 1774 г. в Реда за графиня Хенриета Каролина Луиза фон Липе-Вайсенфелд (1753 – 1795)